# KGet
KGet es un gestor de descargas libre para el entorno de escritorio KDE.

## Características
- Descarga archivos desde fuentes HTTP, HTTPS, FTP. También desde BitTorrent y Metalink a partir de la versión 2.0.
- Permite suspender temporalmente y reanudar con posterioridad la descarga de archivos no finalizados.
- Muestra gran cantidad de información sobre el proceso de descarga, y mantiene un archivo de log.
- Puede funcionar en forma de aplicación minimizada en la bandeja del sistema de la barra de tareas.
- Opcionalmente puede integrarse con el navegador Konqueror.